# 428 Monachia
Monachia è un asteroide della fascia principale del diametro medio di circa 17,65 km. Scoperto nel 1897, presenta un'orbita caratterizzata da un semiasse maggiore pari a 2,3074771 UA e da un'eccentricità di 0,1792601, inclinata di 6,19905° rispetto all'eclittica.
Stanti i suoi parametri orbitali, è considerato un membro della famiglia Flora di asteroidi.
L'asteroide è dedicato alla città tedesca di Monaco di Baviera tramite il proprio nome in latino Monachium.